# Gaston Marchou
Gaston Marchou (ou Gaston Marchon) est un historien, journaliste et un écrivain français d'origine bordelaise, né le 26 mars 1907 à Paris et mort le 21 juin 1981 à Cambes. Il vécut à Cambes en Gironde dont il fut le maire de 1965 à 1977.

## Ouvrages
- La Reine Astrid, Paris, Plon, 1935.
- Le Roi Edouard VIII  Plon 1936
- Bernadette de Lourdes, Paris, Plon, 1937.
- Le Comte de Paris et la famille de France, Paris, Plon, 1937.
- Bordeaux sous le règne de la vigne - Des origines à Pey Berland, Bordeaux, Féret, 1947.
- Chaban Delmas, Paris, Éditions Albin Michel, 1969.
- Le Vin de Bordeaux, cet inconnu, Causse et Cie, 1973.
- La Route du vin de Bordeaux, Saep, 1975.

## Référence
1. ↑  État civil sur le fichier des personnes décédées en France depuis 1970
2. ↑  Marchou, Gaston (1907-....), « BnF Catalogue général », sur catalogue.bnf.fr, 50827-frfre (consulté le 14 mars 2018)
3. ↑  Cambes Pages d'histoire locale de Jean Marcel Nattes, Éditions de l'Entre-deux-Mers,  (ISBN 2-913568-38-6)